# Steal (película)
Steal (también conocida como: Riders) (Riders en España y Steal: Robos en cadena en Hispanoamérica) es una película del año 2002, dirigida por Gérard Pirès y protagonizada por Stephen Dorff y Natasha Henstridge.

## Argumento
Slim, Otis, Frank y Alex forman una joven banda de ladrones de bancos. Son conocidos por sus espectaculares escapes. Slim (Stephen Dorff), el líder del grupo, ha ideado un plan para su último golpe: cinco golpes consecutivos, en cinco días, por 20 millones de dólares. Pero esta vez, tendrán que enfrentarse no sólo con la policía, sino también con la mafia.

## Elenco
- Stephen Dorff como Slim.
- Natasha Henstridge como Karen.
- Bruce Payne como Lt Macgruder.
- Steven Berkoff como Surtayne.
- Cle Bennett como Otis.
- Karen Cliche como Alex.
- Alain Goulem como Pandelis.
- Andreas Apergis como Nixdorfer.
- Tom McCamus como Jerry.
- Andy Bradshaw como Sargeant Garret.
- David Gow como Charlie / Brinks.
- Jamie Orchard como Newsreader.
- Stephen Spreekmeester como Eddie / Brinks.
- Mariusz Sibiga como Oficial de policía.